# Кирдани (Білоцерківський район)
Кирдани́ — село в Україні, Таращанської міської громади Білоцерківського району Київської області. Населення становить 753 особи.

## Історія
Згідно з давніми переказами у 1240 році татарські орди хана Батия вщент зруйнували поселення.
Село постраждало від колективізації та Голодомору - геноциду радянського уряду проти української нації. Партійна організація в селі створена у 1929 році. Секретарем була Шкарівська Г. С. Під час примусової колективізації і штучного голодомору розкуркулено 7 господарств, померло 192 осіб.
У 2000-их у селі проживало шестеро очевидців Голодомору. У "Національній книзі пам'яті жертв Голодомору 1932-1933 років в Україні" поміщено мартиролог жителів села Кирдани – жертв Голодомору 1932-1933 років.
У 2002 році в парку біля школи встановлено пам’ятний знак (дерев’яний хрест).

## Відомі люди
- Бузинний Арсеній Максимович (1877—?) — художник.
- Кириленко Денис Кузьмович — політичний та військовий діяч, сільський інтелектуал, автор «Кирданського літопису» (щоденникових записів з описами свого життя впродовж 1920-1950-х років)